# Le Doulos
Le Doulos (titulada El confidente en España y Morir matando en Hispanoamérica) es una película franco-italiana de 1962, en blanco y negro, del género thriller y cine negro, dirigida por Jean-Pierre Melville y protagonizada por Jean-Paul Belmondo, Serge Reggiani y Jean Desailly. Está basada en la novela homónima de Pierre Lesou.
Fue citada por los directores Martin Scorsese y Quentin Tarantino como una de las mejores películas de gánsteres de todos los tiempos. La revista Empire incluyó la cinta en el número 472 de su lista de las 500 mejores películas de todos los tiempos.

## Argumento
Maurice Faugel (Serge Reggiani) acaba de cumplir su condena. Para proveerse de dinero asesina a un amigo y le roba unas joyas que éste tenía ocultas. Decide preparar un nuevo atraco y para ello necesita material que le es proporcionado por Silien (Jean-Paul Belmondo), del que se sospecha es un soplón de la policía. El trabajo no sale como debiera y las cosas se complican.